# Hypochniciellum
Hypochniciellum es un género de hongos corticoides de la familia Amylocorticiaceae. Las especies de este género tienen cuerpos fructíferos resupinados de tonos blanco a crema (creciendo planos como si fuera una corteza). Las hifas tienen conexiones tipo abrazaderas. Las esporas son aproximadamente elípticas, amarillentas y lisas.